# النزاعات العثمانية البرتغالية (1538–1559)
النزاعات العثمانية البرتغالية بين عامي 1538 و1559م هي سلسلة من المواجهات العسكرية المسلحة بين الإمبراطورية البرتغالية ومملكة هرمز والإمبراطورية الإثيوبية ضد الإمبراطورية العثمانية وسلطنة عدل، ودارت أحداث تلك النزاعات في المحيط الهندي والخليج العربي والبحر الأحمر وشرق أفريقيا. كانت تلك فترة من المعارك خلال الحرب العثمانية البرتغالية.

## خلفية تاريخية
كانت الحرب العثمانية البرتغالية مجرد مسرح أحداث خلفي للحرب بين الإمبراطورية الإثيوبية وسلطنة عدل. تعرّضت إثيوبيا للغزو عام 1529م من طرف الإمام الصومالي أحمد بن إبراهيم الغازي. سابقًا، طلب الإمبراطور الإثيوبي دويت الثاني مساعدة البرتغال عام 1520م للقضاء على سلطنة عدل عندما كانت ضعيفة. وإثر الغزو الصومالي، طلب الإثيوبيون مساعدة البرتغال مجددًا، ووصل البرتغاليون إلى مدينة مصوع في العاشر من شهر فبراير عام 1541م، خلال عهد الإمبراطور جيلاوديووس. قاد كريستوفاو دا غاما (الابن الثاني لفاسكو دا غاما) الحملة التي شملت 400 جندي (مسكيتي)، وعددًا من المدافع المحشوة من المؤخرة، وعددًا قليلًا من الخيالة بالإضافة إلى عدد من الصناع وغير المقاتلين.

## بداية الحرب
بدأت الاشتباكات الرئيسة بين الإمبراطوريتين البرتغالية والعثمانية عام 1538م، عندها ساعد العثمانيون سلطنة الكجرات وأرسلوا 80 سفينة لحصار مدينة ديو الهندية التي أسسها البرتغاليون عام 1535. قاد سليمان باشا -حاكم مصر في عهد السلطان سليمان الأول- الأسطول العثماني، لكن الهجوم لاقى الفشل ورُفع الحصار عن المدينة.
نظم البرتغاليون تحت قيادة إستيفاو دا غاما (الابن الأول لفاسكو دا غاما) حملة لتدمير الأسطول العثماني في السويس، فغادروا غوا في الحادي والثلاثين من شهر ديسمبر عام 1540 ووصلوا عدن في السابع والعشرين من شهر يناير عام 1541. وصل الأسطول البرتغالي إلى مصوع في 12 فبراير، فترك غاما عددًا من السفن هناك واتجه شمالًا. دمر البرتغاليون بعدها ميناء سواكن العثماني. لكن عندما وصلوا إلى السويس، اكتشف غاما أن العثمانيين علموا بهذه الغزوة منذ فترة طويلة، فأحبطوا مساعيه المتمثلة بإحراق السفن الراسية هناك. اضطر غاما إلى التقهقر نحو مصوع، لكنه توقف قليلًا ليهاجم ميناء الطور في شبه جزيرة سيناء.

### الحملة الإثيوبية
في مصوع، استجاب الحاكم إستيفاو دا غاما لمطالب البحري نيغوس (ملك البحار) المتمثلة بمساندة الإمبراطورية الإثيوبية المسيحية ضد غزو قوات سلطنة عدل. ترك البرتغاليون في مصوع كتيبة مؤلفة من 400 مقاتل، وتحت قيادة شقيق الحاكم المدعو كريستوفاو دا غاما. في شهر فبراير من عام 1542، تمكن البرتغاليون من الاستيلاء على حصن مهم تابع لسلطنة عدل خلال معركة Baçente. انتصر البرتغاليون مجددًا في معركة Jarte، وقتلوا تقريبًا جميع القوات التركية. في المقابل، طلب أحمد بن إبراهيم الغازي مجددًا مساعدة الخيالة الأتراك في معركة وفلة، فهزمت القوات التركية والصومالية القوات البرتغالية، وأُسر غاما وقُتل على يد أحمد الغازي عندما رفض غاما التحول إلى الإسلام [بحاجة لمصدر].
استطاع جيلاوديووس في النهاية إعادة تنظيم قواته وتجميع الجنود البرتغاليين المتفرقين، ثم هزيمة أحمد الغازي (الذي قُتل) في معركة Wayna Daga، فكان مقتله دلالة على نهاية الحرب بين الإمبراطورية الإثيوبية وسلطنة عدل (لكن العمليات الحربية استمرت بعد فترة قصيرة، لكن على مقياس أصغر بكثير).

### حملات الخليج الفارسي
في أماكن أخرى من المحيط الهندي، كانت المعارك البحرية كثيفة للغاية. في عام 1547، تولى الأميرال بيري رئيس (أو بيري ريّس) قيادة الأسطول العثماني المصري في المحيط الهندي، وفي السادس والعشرين من شهر فبراير عام 1548، استطاع ريّس إعادة احتلال عدن، ودمّر مسقط عام 1552. وجّه بيري رئيس أنظاره نحو الشرق الأقصى، لكنه فشل في الاستياء على هرمز، الواقعة على مدخل الخليج الفارسي. عقب تلك الأحداث، أرسل البرتغاليون تعزيزات ضخمة إلى هرمز، وهزموا الأسطول العثماني في العام التالي خلال معركة مضيق هرمز.